# Trung tâm triển lãm và hội nghị quốc tế Suntec Singapore
Trung tâm hội nghị và triển lãm Suntec Singapore là một trung tâm hội nghị và triển lãm nằm ở ngã ba đường Nicoll, đại lộ Raffles và đại lộ Temasek ở khu thương mại trung tâm của Singapore, bên cạnh ga tàu điện ngầm Esplanade. Nó được chính thức khai trương vào ngày 30 tháng 8 năm 1995 và có tổng cộng 42.000 mét vuông không gian trên nhiều cấp độ. Tại đây có thể tổ chức các sự kiện từ 10 đến 10.000 người và có thể truy cập trực tiếp vào các lựa chọn mua sắm, ăn uống và khách sạn khác nhau.
Vào tháng 10 năm 2012, trung tâm hội nghị và triển lãm Suntec đã đóng cửa để trải qua chương trình hiện đại hóa trị giá 184 triệu đô la Singapore và chính thức mở cửa trở lại vào tháng 6 năm 2013. Cuộc cải cách tập trung vào việc cung cấp tính linh hoạt và chức năng với sự tích hợp của công nghệ tiên tiến. Cho đến nay, các đầu bếp của trung tâm có thể phục vụ 10.000 bữa ăn hàng ngày, và có Wi-Fi tốc độ cao miễn phí trong trung tâm cho phép 6.000 người dùng đồng thời bất cứ lúc nào.
Lối vào tại trung tâm triển lãm Suntec cũng đã trở thành một địa điểm nổi tiếng để khách du lịch có thể chụp ảnh cùng với Tường Video HD lớn nhất thế giới.